# Nisa (fromage)
Pour les articles homonymes, voir Nisa.
Le nisa (en portugais : queijo de Nisa) est un fromage portugais produit à Nisa et les municipalités voisines, dans l'Alentejo. Il s'agit d'une dénomination d'origine protégée.

## Description
Le nisa est un fromage au lait de brebis, affiné mi-sec, de couleur blanche ou jaune. Il se présente en grand format (800 g à 1,3 kg) ou en petit format (de 200 à 400 g). Sa croûte, souple après fabrication, durcit avec le temps. 